# 桓伊
桓 伊（かん い、生年不詳 - 391年）は、中国東晋の軍人・音楽家。字は叔夏。小字は野王。本貫は譙国銍県。弟は冠軍将軍桓不才。

## 経歴
丹陽尹・護軍将軍・長社侯桓景の子として生まれた。軍事の才能があり、王濛や劉惔に知られて、諸府の参軍事を歴任し、大司馬参軍となった。ときに前秦の苻堅が華北を統一して強盛となっていたため、東晋の朝廷も戦場での働きに優れた者を任用しようと、桓伊を淮南郡太守に任じた。防御に功績があり、淮南郡太守のまま都督豫州之十二郡揚州之江西五郡諸軍事・建威将軍・歴陽郡太守に進んだ。太元6年（381年）、謝玄とともに前秦の将軍の王鑒や張蚝らを撃破した。功績により宣城県子に封じられ、都督豫州諸軍事・西中郎将・豫州刺史に進んだ。太元8年（383年）、苻堅が100万と号する大軍を率いて南進してくると、桓伊は謝玄や謝琰らとともに淝水で秦軍を撃破した（淝水の戦い）。永修県侯に封じられ、右軍将軍の号に進んだ。
太元9年（384年）、桓沖が死去すると、桓伊は右軍将軍のまま都督江州荊州十郡豫州四郡諸軍事・江州刺史に転じた。江州では連年不作が続いていたため、桓伊は小県を併合させ、諸郡の米の上納を免除させ、江州の州治を豫章に戻すよう上奏した。孝武帝は州治を尋陽に移させた以外は、桓伊の意見を聞き入れた。後に建康に召還されて、護軍将軍に任じられた。右軍府の部下1000人を従えたまま、護軍府に入った。
太元16年（391年）、在官のまま死去した。右将軍の位を追贈され、散騎常侍の位を加えられた。諡は烈といった。
子の桓粛之が後を嗣いだ。

## 逸話
- 桓伊は音楽を得意とし、即興の妙があって、江左第一と称された。蔡邕の柯亭笛を所有して、いつもこれを吹いていた。王徽之が建康に召し出されて赴く途中、青溪のそばの船中に一泊した。船中の客が桓伊が岸の上にいることを噂していたため、王徽之はこれを聞きつけて笛の演奏を頼みこんだ。そこで桓伊はあぐらをかいて三調を作って演奏すると、人々は一言も交わすことなく聴き入った。
- 孝武帝の末年、謝安は女婿の王国宝との関係が悪化し、王国宝は孝武帝にへつらって謝安の悪口を吹き込んだため、孝武帝も謝安に隔意を抱くようになった。ときに孝武帝は桓伊を宴会に召し出し、謝安もこれに列席していた。孝武帝は桓伊に得意の笛を披露するよう命じたが、桓伊はこれを箏歌に代える許可をえた。奴に笛を吹かせ、桓伊は箏を鳴らしながら「怨詩」を歌った。君主が忠良の臣下を疑うことを諫める内容の歌詞を、桓伊が慷慨の声調を込めて歌うと、謝安は涙を流し、孝武帝は恥じ入る様子を見せた。

## 伝記資料
- 『晋書』巻81 列伝第51